# Fritz Seidenstücker
Friedrich Wilhelm „Fritz“ Seidenstücker (* 27. Januar 1899 in Weimar; † 11. September 1987 ebenda) war ein deutscher Kunstglaser, Widerstandskämpfer gegen den Nationalsozialismus und höherer Verwaltungsbeamter. Er gehörte zunächst der USPD, dann der KPD und schließlich der SED an, aus der im Jahre 1951 ausgeschlossen wurde.

## Leben
Seidenstücker entstammte einer Weimarer Handwerkerfamilie. Sein Vater war Schneidemüller. Nach dem Besuch der Volksschule erlernte er den Beruf des Kunstglasers und besuchte die Gewerbeschule. 1913 trat er in die Arbeiterjugend ein. Von 1915 bis 1925 erlernte er den zweiten Beruf eines Schweißers, in dem er in Weimar und Apolda beschäftigt war. 1916 wurde er Mitglied im Deutschen Metallarbeiter-Verband (DMV) und Leiter von dessen Weimarer Jugendgruppe. Er gehörte ebenfalls der Freien Turnerschaft von Weimar an, deren Vorsitz er später übernahm. 1918 trat er in die Unabhängige Sozialdemokratische Partei Deutschlands (USPD) ein und wurde 1919 Mitglied bei den Freidenkern. 1922 trat er der KPD bei. Seit 1925 war er Mitglied im Internationalen Sozialistischen Kampfbund (ISK). Seidenstücker wurde Handelsvertreter einer Seifenfabrik und betrieb später ein Sportgeschäft. 1931 besuchte er die Arbeiter-Turn- und Sportschule von Leipzig.
Nach der Machtergreifung der NSDAP 1933 nahm er die illegale Widerstandsarbeit gegen die NS-Herrschaft auf. 1937 wurde er entdeckt und zu einer mehrjährigen Gefängnisstrafe verurteilt, die er in Untermaßfeld und anderen Gefängnissen bis 1942 absitzen musste. 1944 wurde er bei der „Aktion Gitter“ erneut inhaftiert und in einem Straflager bei Bremen interniert.
Nach der Befreiung vom Nationalsozialismus wurde er im August 1945 Referent im Landesamt für Landwirtschaft. Im Oktober 1945 trat er in die wieder gegründete KPD ein und war bis 1946 Landesdirektor im Landesamt für Handel und Versorgung und – nach einer Amtsenthebung durch die SMAD – bis September 1947 Abteilungsleiter im Landesamt für Land- und Forstwirtschaft. Danach war Seidenstücker Landrat des Landkreises Weimar. Nach seiner Übernahme in die Sozialistische Einheitspartei Deutschlands (SED) in Folge der Zwangsvereinigung von SPD und KPD war er Mitglied des Weimarer Kreisvorstands der SED. 1950 besuchte er die Landesparteischule und legte danach sein Amt nieder. Wegen seiner früheren ISK-Mitgliedschaft wurde er 1951 aus der SED ausgeschlossen. Seine letzten Berufsjahre verbrachte er als Kraftfahrer.